# Lluther
Lluther ist eine Alternative-Rock-Band aus Dublin, Irland. Sie ist aus der Gruppe Skindive hervorgegangen, von der nach einem Besetzungswechsel der Sänger Gerard „Gerry“ Owens und Schlagzeuger Gerard „Ger“ Farrell übrig bleiben.

## Geschichte
Gerry Owens, der Sänger der Band, arbeitete nach der Trennung von Skindive im Jahre 2002 für fast zwei Jahre in seinen eigenen Black-Cell-Studios am Debütalbum Agents of Empire.
Im Jahr 2004 wurde Lluther durch Gitarrist Declan „Dek“ Hynes, Gitarrist Anthony „Ant“ Kiernan und dem französischen Bassisten David „Chief“ Blanc ergänzt.
Es folgten Konzerte in und um Dublin, u. a. im Vorprogramm der finnischen Band HIM im Jahr 2004.
Anfang 2005 gelangte die limitierte Debütsingle der Band Venus Complex E.P. in die Hände der deutschen Plattenfirma Tiefdruck-Musik, die Lluther einen Plattenvertrag anboten. Es folgten im September 2005 erste Konzerte im Vorprogramm von Limbogott, welche ebenfalls bei Tiefdruck-Musik unter Vertrag stehen. Außerdem erfolgte ein Auftritt bei der Popkomm.
Die von Tiefdruck erneut aufgelegte Single Venus Complex E.P. stieg in die Deutschen Alternative Charts ein. Am 28. Oktober 2005 erschien das Debütalbum Agents of Empire, welches im Magazin Sonic Seducer zum „New Industrial Highlight des Monats“ ernannt wurde.
Es folgten die Single Fixer, die zwischen Oktober 2005 und Februar 2006 für 18 Wochen in die Deutsche Alternative Charts einstieg. Dazu wurde ein entsprechender Videoclip veröffentlicht. Zudem ging die Band erstmals auf Deutschland-Tour.
Im Januar und Februar 2006 begleitete Lluther die deutsche Band Die Krupps auf ihrer Wiedervereinigungs-Tour. Die-Krupps-Frontmann Jürgen Engler erstellte für die folgende Lluther-Single People Is Ugly einen Remix.
Im Mai 2006 folgte eine kleine Support-Tournee für die Labelkollegen von der Band Limbogott, mit denen Lluther mittlerweile eng befreundet sind.
In der Zwischenzeit verließen Bassist „Chief“ und Gitarrist „Ant“ aus persönlichen Gründen die Band, wobei „Chief“ für die obige Tournee kurzfristig durch Gavin Fox von Idlewild ersetzt wurde, bevor im Juli 2006 die ehemalige JJ72-Bassistin Sarah Fox die Besetzung wieder komplettierte.
Die Band eröffnete im Sommer 2006 das M’era Luna Festival.
Es wurden ein Live-Video zu American Gods sowie die Single For You inklusive eines Musikvideos veröffentlicht. Dies machte Lluther einem größeren Publikum bekannt.

## Diskografie
- 2004: Venus Complex E.P. (Single)
- 2005: Fixer (Single)
- 2005: Agents of Empire (Studioalbum)
- 2005: People Is Ugly (Single)
- 2006: For You (Single)